# Katie Vincent
Katie Vincent (n. 12 martie 1996, Mississauga⁠(d), Ontario, Canada) este o canoistă ce a reprezentat Canada, medaliată olimpică. A participat la 2 ediții ale Jocurilor Olimpice (2020, 2024) în care a câștigat o medalie de aur.